# Лорг
Лорг (фр. Lorgues) — коммуна на юго-востоке Франции в регионе Прованс — Альпы — Лазурный берег, департамент Вар, округ Драгиньян, кантон Видобан.
Площадь коммуны — 64,37 км², население — 8550 человек (2006) с выраженной тенденцией к росту: 9047 человек (2012), плотность населения — 141,0 чел/км².

## Население
Население коммуны в 2011 году составляло — 9004 человека, а в 2012 году — 9047 человек.
| 1962 | 1968 | 1975 | 1982 | 1990 | 1999 | 2006 | 2011 | 2012 |
| ---- | ---- | ---- | ---- | ---- | ---- | ---- | ---- | ---- |
| 2865 | 3401 | 4173 | 5196 | 6340 | 7319 | 8550 | 9004 | 9047 |

Динамика населения:

## Экономика
В 2010 году из 5400 человек трудоспособного возраста (от 15 до 64 лет) 3560 были экономически активными, 1840 — неактивными (показатель активности 65,9 %, в 1999 году — 60,9 %). Из 3560 активных трудоспособных жителей работали 3028 человек (1621 мужчина и 1407 женщин), 532 числились безработными (257 мужчин и 275 женщин). Среди 1840 трудоспособных неактивных граждан 446 были учениками либо студентами, 818 — пенсионерами, а ещё 576 — были неактивны в силу других причин.
На протяжении 2010 года в коммуне числилось 3955 облагаемых налогом домохозяйств, в которых проживало 9126,5 человека. При этом медиана доходов составила 18 214 евро на одного налогоплательщика.